# Tingo María (Metro de Lima y Callao)
Tingo María es la décima estación actualmente en construcción de la línea 2 del Metro de Lima y Callao, en Perú. Será construida de manera subterránea en el distrito de Breña. Se tiene previsto su inauguración general en 2028.
En septiembre de 2024, se informó que las obras civiles de la estación tiene un avance de 93%. En mayo de 2025, se informó que la tuneladora “Delia” llegó a la Estación Tingo María.
Estará ubicada en la avenida Venezuela con las calles Yauli y Juan del Mar Bernedo.